# Riffa
Riffa (en arabe الرفاع) est la deuxième plus grande ville de Bahreïn. En 2010, sa population s'élevait à 121 566 habitants.

## Géographie
Riffa est localisée à la limite du Gouvernorat central et du Gouvernorat méridional, à une quinzaine de kilomètres au sud de la capitale Manama. Elle est divisée en deux parties, orientale et occidentale. 

### Riffa Est
La partie orientale de Riffa est connue pour sa forteresse, qui date du début du XIXe siècle. C'est aussi la zone commerciale de la ville.

### Riffa Ouest
La partie occidentale de Riffa a une vocation principalement résidentielle et plusieurs membres de la famille royale y sont domiciliés, y compris l'émir Hamad bin Issa Al Khalifa.